# Chardonnay (Saône-et-Loire)
Chardonnay is een gemeente in het Franse departement Saône-et-Loire (regio Bourgogne-Franche-Comté) en telt 162 inwoners (1999). De plaats maakt deel uit van het arrondissement Mâcon.

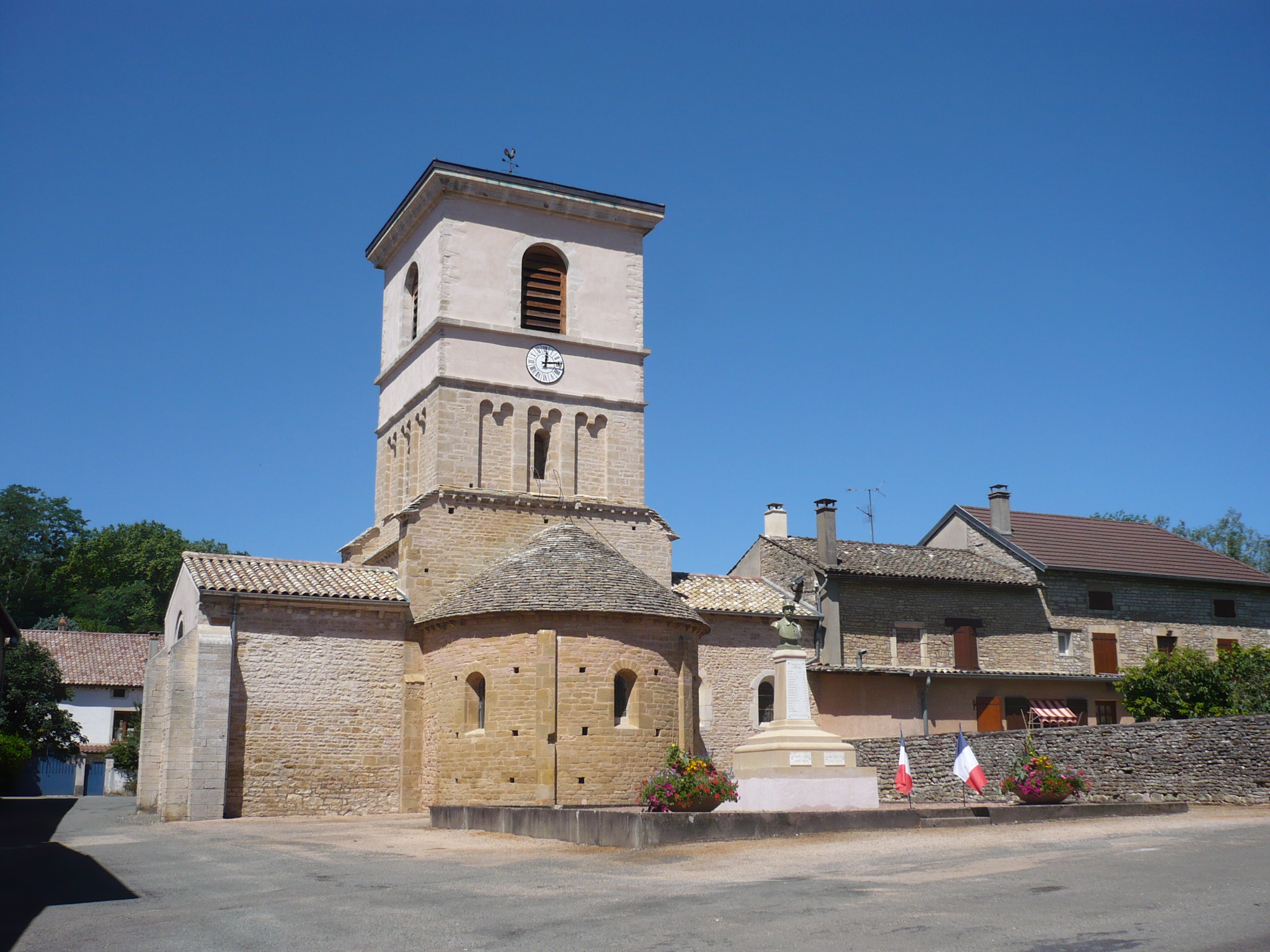
Kerk in Chardonnay
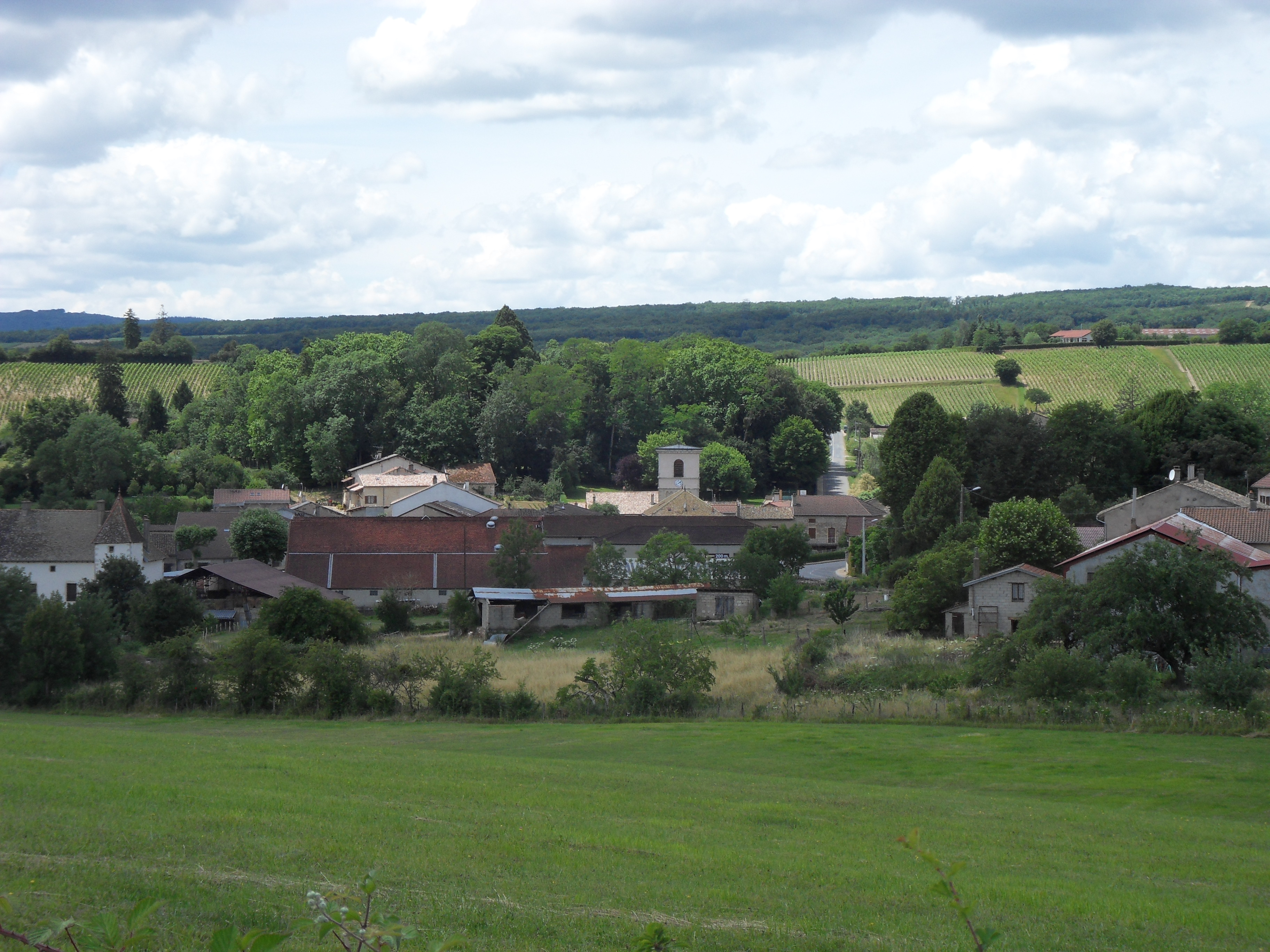
Chardonnay

## Geografie
De oppervlakte van Chardonnay bedraagt 6,3 km², de bevolkingsdichtheid is 25,7 inwoners per km².
De onderstaande kaart toont de ligging van Chardonnay (Saône-et-Loire) met de belangrijkste infrastructuur en aangrenzende gemeenten.

## Demografie
Onderstaande figuur toont het verloop van het inwonertal (bron: INSEE-tellingen).